# Saint-Julien-d’Asse
Saint-Julien-d’Asse település Franciaországban, Alpes-de-Haute-Provence megyében. Lakosainak száma 226 fő (2022. január 1.). Saint-Julien-d’Asse Bras-d’Asse, Brunet, Entrevennes, Puimoisson és Saint-Jeannet községekkel határos.

## Népesség
A település népessége az elmúlt években az alábbi módon változott:
| Lakosok száma | 69   | 76   | 114  | 149  | 186  | 196  | 212  | 215  | 215  | 226  |
|               | 1968 | 1982 | 1990 | 2006 | 2013 | 2015 | 2017 | 2019 | 2020 | 2022 |